# Llista d'artistes amb obra al Museu d'Art de Sabadell
Llista no completa amb el nom dels artistes amb una o més obres en la col·lecció permanent del Museu d'Art de Sabadell (MAS), o en els seus fons.
| Índex A B C D E F G H I J K L M N O P R S T U V W X Y Z |

## Ordre alfabètic

### A
Francesc Abad, Ricardo Abad, Mateu Abella Solanes, Achard, Joan Baptista Acher (Shum), Ramon Aguilar Ortiz, Sergi Aguilar Sanchis, Jordi Alba, E. Albardané, Laura Albéniz Jordana, Jordi Alcaraz Tarradas, J. Alemany, Pere Almirón, Vicenç Altaió Morral, Jordi Altarriba, Aurora Altisent Balmas, Josep Alumà Sans, Frederic Amat Noguera, America Sanchez, Samuel Anciones, Josep Andrade, André Alexander Moreira Trindade, Marià Andreu Estany, Hermenegild Anglada Camarasa, Antoni Angle Roca, Carolina Antón Maté, Antoni Oliver Turull, Atsuko Arai, Iris Arbel, Joan Arcas, Ricard Arenys Galdón, J. Arimón, Oriol Arisa Manchón, Emili Armengol, Marta Arner Llobet, R. de Arrube, Pere Artigas, Josep Aulí Bassols, Pompili Avellaneda, Nativitat Ayala, Tomàs Aymat Martinez.

### B
Antoni Badrinas Escudé, Lluís Bagaria Bou, Joan Baixas Sigalés, Dionís Baixeras Verdaguer, Josep-Enric Balaguer i Pelegrí, Lena Balaguer, Llorenç Balsach Grau, Maria Josep Balsach, Pere Balsach, Valeri Barderi, Lluís Barquet, Pepe Barrachina Morneo, Laureà Barrau Buñol, Antoni Barreda, Josep Barrenechea Tubilla, Francesco Bartolozzi, Jaume Bassa Ribera, Ramon Batlle Gordó, Joan Baulenas Blanch, Becamps, Nick Bedford, Maria Teresa Bedós García-Liaño, Jesús Belloso, Frederic A. Beltran Massés, Raul Beneitez Ballesta, M. Benet, Jordi Benito, Josep Benlliure Gil, Josep Berga Boada, Manuel Berjano, Joan Bermúdez Aguilar, Francesc Bernaldo Grau, J.M. Binadell, Blaizot, Casio Boada Matas, Boisseloit, Esther Boix Pons, A. Boix, Josep Boix, Angiola Bonanni, David Bonet Torra, Pierre Bonnard, Francesc Bordas, Vicenç Borràs Abella, Joan Borrell Nicolau, Alfons Borrell Palazón, Antoni Borrell Pujol, Josep Maria Bosch López, Eva Bosch, Botserra, Càndida Bracons i Rubio, Bros, Joan Brossa Cuervo, Roser Bru, Josep Maria Brull Pagès, J. Buballeu, F. Bugada, Marian Burguès Serra, Joaquim Busquets Gruart.

### C
Xavier Caba, Manuel Caballero, Lluís Cadafalch, Josep Caixach Estrada, Enric Caixach, Calbius, Jean Calens, Ferran Callicó Botella, J. Calvís, Ricard Calvo Duran, Jordi Camps Simon, Pere Camps Ubach, Jaume Camps, Josep Camps, Antoni Canadell Moragas, Josep Maria Cañadell, Ricard Canals Llambí, Xavier Canals Montoliu, Maria Cañameras Balaña, Josep Canellas Casals, Manuel Cano de Castro, Jordi Cano, Pedro Cano, Jordi Canovas Pardo, David Capella, N. Capo, Alexandre Cardunets Cazorla, Domènec Carles Rosich, Jaume Carner Orcau, Joan Carner, Albert Carnicé Tura, P. Carrera, Casacuberta, Modest de Casademunt Giralt, Carles Casagemas Coll, Francesc Casañas Riera, Josep Casanovas Clerch, Francesc Casanovas Gorchs, Enric Casanovas Roy, Francesc Casaramona, Agapit Casas Abarca, Ramon Casas Carbó, Valentí Castanys Borràs, Marc Castelló, Andreu Castells Peig, Marc Castells, Xaro Castillo, Josep Centellas Vilamunt, Jordi Cerdà Gerebés, Fidel Cerdans, Cereza, César Aguilar, Francesc Vila Rufas (Cesc), Chaplin, L. J. Chiavarino, Josep Cisquella, Oriol Clapés Gascón, Lluís Clapés González (Pal Sec), Ramon Clapés González, Lluís Clapés Flaqué, Antoni Clapés, Josep Clarà Ayats, Joan Claret Corominas, Antonio Claret, Francesc Climent Mata, Antonio Climent, A. Clota Gras, Cocñarc, Antoni Coll Pi, P.J. Coll, Collet, Martin Collins, Maria Josepa Colom Sambola, Maria Dolors Cols Clotet, Josep Comas Busquets, Joan Commeleran Carreras, Condeminas, Ramon Cortés Casanovas, Antoni Costa Elias, Josep Costa Ferrer (Picarol / Sancho), Miquel Costa Segura, Alfons Costa, Pius Costa, Enrico Creci Alcober, Joaquim Creus Grau, Lleó Criach Duran, Ferran Crusafont, Josep Cuchy Arnau, Josep Alfons Cuní.

### D
Salvador Dalí, Marc D'Ancona, Phillipp David Danner, A. de Cirera, Peregrinus de Colle, Francisco de Mora, Jules Marie Désandré, Joan Descarga, Joaquim Deu Papell, Jaume Deu Virgili, Narcís Díaz Pujol, Dietrici, Maria Dinares, Josep Domènech Samaranch, Josep Domènech Codina, Melcior Domenge Antiga, Joan Domingo Solanes, Francesc Domingo Segura, Gérart Dou, Lluís Dubreuil, Montserrat Duffour, Frédéric Dumond, Manuel Duque Domínguez, Florentí Duran Benito, Pep Duran Esteva, Philippe Duran, Rafael Durancamps Folguera, Federico Duret.

### E
René Eicke, Feliu Elias Bracons  ("Apa"), Francesc Elias Bracons, Lluís Elias Bracons  ("Anem"), Monterrat Elias Ubach, Pere Elies Sindreu, Josep Escaiola Pujol, Josep Maria Espín, Josep Espinalt Torres, José Espurz, Magda Esterli Casanovas, Josep Esteve Codina, Francesc Esteve Soley, Adolfo Estrada, Antoni Estruch Bros.

### F
Camil Fàbregas Dalmau, Pere Fàbregas, Marc Farell Jorba, V. Farràs, Miquel Farré Albagés, Agustí Farré, Jordi Farrés, Apel·les Fenosa Florensa, Manuel Honorio Fernández Osuna, Ramiro Fernàndez Saus, Ana Fernández, Jorge Ferré Vázquez, Benet Ferrer Bolunya, Emili Ferrer Espelt, Ricard Figueras Bonet, Joan Figueras Crehueras, Joan Figueras Soler, Juli Figueres, Eduard Figuls Blanch, Ramon Folch i Roca, E. Fontanet, Miquel Forrellad Vives, Assumpta Forrellad, Joan Fort Galceran, Josep Forteza, Filomena Fournols Bayard, Jean-Honoré Fragonard, Leon Franks, Agustín Fructuoso, Léonard Fujita, Montserrat Fuster.

### G
Cebrià Galán Díaz de Alejos,  Crispià Galán Díaz de Alejos, Josep Gallès Malats, Enric Galwey Garcia, Ferran Garcia Sevilla, Ana García, Raúl García, Wilmer A. García, Gaston Bertin, Gaudissard, Antoni Gelabert Casas, Josep Gerona Fumàs, Georgus Giacoboni, Patrick Gifreu, Regina Giménez Froiz, Ferran Gimenez, Francesc Gimeno Arasa, Montserrat Ginesta Clavell, L. Ginot, Narcís Giralt Sallarès, Pere Girbau, Narcís Giró Serrallach, C.N. Giró, Maria Girona Benet, Albert Girós, Frederic Gisbert Vicente, Simó Gómez Polo, María José Gómez, Pedro González Romero, Albert Gonzalo Carbó, Maria Gorina, Pere Gorro Costa, Carles Got Tatxer, David Graells Montull, Lluís Graner Arrufí, Josep Granyer Giralt, Ortuinus Gratius, Emili Grau Sala, Domingo Grau, P.M. Griera Plans, A. Griera, Agustí Guasch Gómez, Alfons Gubern Campreciós, Josep Guinovart Bertran, M. Assumpta Guiteras Alsina, James Gus, Pere Gussinyé Gironella.

### H
William Hamilton, Francesc Hernández, Emili Hierro Roig, J. Hilair, Ramon Homs, Silvia Hornig, Ramon Hostench Noguera, Manolo Hugué Martínez, Joaquim Hutesà Costa-Jussà ("Visor"), Hyman Monair.

### I
Miquel Ibarz Roca, Isidre Creus, Francisco Iturrino González, Montserrat Izquierdo Cruellas, Florentino Izquierdo Oviedo, Constantino Izquierdo ("Tino").

### J
Gisèle Jacquemet, Gustave Janet, Núria Jansana, Anna Jiménez, J. Jordi, Josbell, Josep Jové, Lluïsa Jover Armengol, Josep Juliana Albert, Mercè Junoy, Oleguer Junyent Sans, Sebastià Junyer Vidal.

### K
Angelika Kauffmann, Jonathan Kemp, Leonid Khobotov, Koscarn, Tamara Kuselman.

### L
Jordi Labanda, Omar Lacon, Celso Lagar Arroyo, Enrique Lahmann, Laureano, Antoine Laval, Jesús Led, Melba Levick, Agustí Llàcer Francès, Llorenç Lladó Julià, Jesús Llamas, Bonaventura Llaurador, Llimós, M. Llombart, Francesca Llopis Planas, Josep Llorens Baules, Martí Llorens, José María López Mezquita, Beni López Ruiz, Anna López, Carlos López, Eduard López, Francesc d'Assís López.

### M
Macipe, Josep Madaula Canadell, Josep Maria Madrenas Palou, Josep Magem Garriga, Miquel Magem Niubó, Josep Maria Mallol Suazo, Isidre Manils de Andrés, Ricard Marcet Picard, Josep Margalef, Maite Marín Rosique, Llorenç Marín Torres, Manuel Marinel·lo, Antoni Mariscal Luque, Javier Mariscal, Ricard Marlet Saret, Marpons, Antoni Marquès, Feliu Marsal, Ramon Martí Alsina, Antoni Martí Basté, Magda Martí Coll, Josep Martí Sabé, Alejandro Martín Torrado, Soledad Martinez Garcia, Josep Maria Martínez Lozano, Rafael Martínez Padilla, Fabio Martínez, Jaume Martrús Riera, F. Marz, Miquel Mas Martí, Jordi Masllovet, Rafael Masó Valentí, Josep Massana, Mireia Massana Salvador, Agustí Masvidal Salavert, Aurora Matarín, Matarrodona, J. Mathieu, Segundo Matilla Marina, Charles Maurand, Joan Maurí Espadaler, Fernando Megías, Eliseu Meifren Roig ("J. Wirth"), Núria Melero Sánchez, Josep Melo, Jaume Mercadé Vergés, Michaud Frère et Soeur, Josep Millas Chia, Joanne Milne, Vicenç Miquel Pous, Carme Miquel, Joaquim Mir Trinxet, Fina Miralles Nobell, Joan Miró Ferrà, Baldiri Miró Mainou, A. Miró, Esteban Molet Gurrera, Frederic Molina Alberó, Miquel Àngel Molina ("MAM"), F.C. Moliner, Lluís Molins de Mur, Rafael Molins Marcet, Ferran Mollà, Enric Moneny, Pere Monistrol Masafret, Enric Monjo Garriga, Conrad Montava, Manuel Montenegro, Montserrat Montero, Joaquim Montserrat Camps, Jaqueline Moon, Josep Morales Duque, Josep Moreno Fernández, Manel Morral Molinas, Montserrat Morros, Gabriel Morvay, F. Mota, Víctor Moya Calvo, Pere Muixí, Ignasi Mundó Marcet, Xevi Muntané, Jesús Muñoz Llamas.

### N
Navalón, J. Navinés, Ramon Noè Hierro, Marc Nogué, Francesc Xavier Nogués Casas, Joaquim Nonell Monturiol, Nong.

### O
Obach Carné, Josep Obiols Palau, Eduardo Olascuaga Monfort, Josep Maria Olivas Paz, Magí Oliver Bosch, Frederic Oliver Buxó, Antoni Ollé Pinell, Pau Ollé, Xavier Oriach Soler, Lleó Oriach, Assumpció Oristrell Salvà, Jordi Orriols Marsan, S. Ortega Alcubilla, Luís Ortega, Serguei Ossoprilko.

### P
Jordi Pablo, Oscar Padilla Macho, Enric Palà Girvent, Joan Palet Batiste, Teresa Pampalona, Mathilde Papapietro, Esteve Papell Tura, Charles Pardell, I. Pardo, Josep Parera Romero, Concepció París Fontanella, Eduard Pascual Monturiol, Iu Pascual Rodés, Perico Pastor, Carlos Pazos, Fn. Pedro, Perejaume, Joan Josep Pérez Garbó, Antoni Perna López, Joaquim Pi Margall, Glòria Picazo Calvo, Picman, Marian Pidelaserra Brias, Joaquim Pla Cargol, Jordi Plana, Francesc d'Assís Planas Dòria, Josep Plans Solà, Josep Plaza, Jaume Plensa, Lluís Polo Pey, Encarnació Pons Aldavert, J. Pons, Joan Porredón Morillo, Montserrat Porredon, Albert Porta Muñoz ("Zush" / "Evru"), Albert Potrony, Antoni Pous Palau, Francesc Pradell, Pere Prat Ubach, Jerónimo Prieto, Josep Maria Prim Guytó, Pere Pruna Ocerans, Francesc Puell Melà, Ramon Puig Artigas ("Werens"), Agustí Puig Pinyol, Miquel Pujadas Badia, Pere Pujadas Roig, Josep Pujadas Truch, Rafael Pujals, Rosa Maria Pujol Clapés, Carles Pujol, R.M. Pujol, Francesc Pulit Tiana.

### Q
Lluís Quer Vicens, Ramon Quer Vidal, J.F. Queri.

### R
Albert Ràfols Casamada, Manuel Rallo Bono, Marina Ramoneda Tuset, A.M. Diab Rashid, Francesc Raventós, Joan Rebull Torroja, Anna Recasens Gil, Régnier, Darío Regoyos Valdés, Àlex Reig Trenzado, Francesc Reina González, P. Remigio Vilariño, Renard, Miquel Renom de Garate, Jaume Reventós Martí, Ramon Ribas Rius, Francisco Ribera Gómez, Francesc Ribera, M. Ribera, Riburg, Ricamo, Enric Cristòfol Ricart Serra, Albert Rifà Planas, Dante Rios, Julià Riu Serra, M. Rivem, Roberto Rizo Navarro, Robert, Raimon Roca Ricart, Jordi Roca Tubau, Elvira Roca, J. Rocher, Jaume Rodés Costa, Pau Rodó, Francisco Rodríguez Pusat, Lluís Roig Enseñat, Albert Roig Valentí, Rafel Roig, L. Romeo Requena, Arturo Ronquillo, Joaquim Ros Bofarull, Antoni Ros Güell, Jordi Roses, Benet Rossell Sanuy, Lluís Roura Juanola, Lluís Rouric, Rovira Saderra, J. Rovira, Llorenç Roviras Guarch, Joan Rozas Vilar, Ramon Rubió, Aureli Ruiz, Lourdes Ruiz, Cy o G. Rull, Santiago Rusiñol Prats.

### S
Manuel Sagnier Vidal-Ribas, Enric Saiz Castañé, Martí Sàiz (Cèl·lula), Rafael Sala Marco, Carmen Sala, Gerard Sala, Manuel Salas Salat, Joaquim Sala-Sanahuja, Josep Salavert, Joan Sallarès i Castells, Miquel Sallarès i Mas, Xavier Sallent Custòdio, Carles Sallés Badell, Josep Sallés Mauri, Rafael Salvà Balaguer, Jordi Salvador, Eli Salvals, Félix María Samaniego, Sabrina Sampere, Francesc Sanahuja Pifarré, Alfredo Sanchez, Jma. E. Sánchez, Josep Sanllehí Alsina ("San"), Pere Sanromà Maña, Josep Sanromà, Marceliano Santa-Maria Sedano, Mònica Santpere, Gabriel Sanz Romero, Jolanda Schouten, Josep Segurelles Albert, Joan Segura, Montserrat Senserrich Comajuncosa, Domènec Serra Bofill, Francesc Serra Castellet, Antoni Serra Estruch, Joaquim Serra Gumbert, Josep Serra i Santa, Dolors Serra, Maria Lluïsa Serra, Isabel Serrahima, Serrano Piqueras, Elsa Serrano, Simon Juda Saura Conesa, Josep Sintas Mangela, Ricard Sitjes Penalva, Albert Sitjes, Josep Sobrado, Andreu Solà Vidal, Rafael Solanic Balius, M. Solas, Antoni Soldevila, Domènec Soler Gili, Francesc Soler Rovirosa, Ferran Soriano, Floreal Soriguera Soriguera, Antoni Sorolla Artola, Trinitat Sotos i Bayarri, Gabriel Stanislaw Morvay, Lexi Streit, Josep Maria Subirachs Sitjar, Eulàlia Surós Camps.

### T
Josep Maria Tamburini Dalmau, Antoni Tàpies Puig, Joaquim Terruella Matilla, Josep de Togores Llach, Alexandre Tornabell, Pere Torné Esquius, J. Torrabadell, Francesc Torras Armengol, Fidel Trias Pagès, Isidre Trullàs, Pere Trullàs, Concepció Turull Comadran, Juan Turull Comadran, Teresa Turull Comadran, Pau M. Turull Fournols, Teresa Turull Sallarès.

### U
Josep Uclés, Federico Urbano, Ricard Urgell Carreras, Modest Urgell Inglada.

### V
A. Vacas, Alve Valdemi-Delmare, Emili Valentines Pont, Eulàlia Valldosera, Romà Vallès Simplicio, Lluís Valls Areny, Esteve Valls Baqué, J.F. Valls, Manel Valls, Annemieke Van de Pas, Cornelis H. Van Meurs, Joaquim Vancells Vieta, Carlos Vázquez Ubeda, Josep Ventosa Domènech, I. Verdam, Pere Joaquim Lluís Vermell i Busquets, Josep Vernís, Vicenç Viaplana, R. P. Fr. Vicente Ferrer, Miquel Vicente Seuba, Antoni Vidal Rolland, Antoni Vila Arrufat, Gustau Vila Berguedà ("Grapa"), Joan Vila Casas, Joan Vila Cinca, Eusebi Vila Delclós, Joan Vila Grau, Joan Vila Maleras, Lluís Vila Planas, Joan Vila Puig, Lli Vila Renom, Francesc Vila Rufas ("Cesc"), Agustí Vila, Lluís Vila, Vilamunt, P. Vilaplana, Oriol Vilapuig, Santiago Vilapuig, F. Vilardebous, Anna Vilarrúbias Bisbal, Xavier Vilató Ruiz, Joan Vilatobà Fígols, Màrius Vilatobà Ros, Josep Vives Bracons, C. Vogt, Francesco Volsi.

### Z
Josep Zamora Abella, Zen, Zubéldia, Ignacio Zuloaga Zabaleta.